# Teatro Europeu da Segunda Guerra Mundial
O Teatro de Operações Europeu da Segunda Guerra Mundial foi um dos dois principais teatros de combate durante a Segunda Guerra Mundial. Assistiu a intensos combates em toda a Europa por quase seis anos, começando com a invasão da Polônia pela Alemanha em 1º de setembro de 1939 e terminando com os Aliados conquistando a maior parte da Europa Ocidental, a União Soviética conquistando a maior parte da Europa Oriental, incluindo a capital alemã Berlim e a Rendição Alemã em 8 de maio de 1945, embora os combates continuassem em outras partes da Europa até 25 de maio. Em 5 de junho de 1945, foi assinada a Declaração de Berlim proclamando a rendição incondicional da Alemanha às quatro potências vitoriosas. As potências aliadas lutaram contra as potências do Eixo em duas frentes principais (Frente Oriental e Frente Ocidental), mas havia outras frentes que variavam em escala, desde a campanha italiana, a 3ª maior campanha da Europa, até a campanha polonesa, bem como em uma ofensiva de bombardeio estratégico e no teatro adjacente do Mediterrâneo e do Oriente Médio.

## Eventos anteriores
A Alemanha foi derrotada na Primeira Guerra Mundial, e o Tratado de Versalhes impôs condições punitivas ao país, incluindo reparações financeiras significativas, perda de território (algumas apenas temporariamente), culpa de guerra, enfraquecimento e limitação militar e enfraquecimento econômico. A Alemanha foi humilhada diante do mundo e teve que pagar enormes reparações de guerra. Muitos alemães culparam o colapso econômico de seu país no pós-guerra nas condições do tratado e esses ressentimentos contribuíram para a instabilidade política que possibilitou que Adolf Hitler e seu Partido Nazista chegassem ao poder.
Após Hitler tirar a Alemanha da Liga das Nações, Mussolini da Itália fascista e Hitler formaram o eixo Roma-Berlim, sob um tratado conhecido como Pacto de Aço. Mais tarde, o Império do Japão, sob o governo de Hideki Tojo, também se juntaria como potências do Eixo. O Japão e a Alemanha já haviam assinado o Pacto Anticomintern em 1936, para combater a ameaça percebida do comunismo da União Soviética. Outras potências menores também se juntaram ao Eixo durante a guerra.

## Deflagração da guerra na Europa
A Alemanha e a União Soviética eram inimigas juradas, mas após o Acordo de Munique, que efetivamente entregou a Checoslováquia (um aliado francês e soviético e a única democracia presidencial remanescente na Europa Central) à Alemanha, as realidades políticas permitiram que a União Soviética assinasse um pacto de não agressão (o Pacto Molotov-Ribbentrop), incluindo uma cláusula secreta dividindo a Polônia, Lituânia, Letônia, Estônia e Finlândia entre as duas esferas de influência.
A guerra em grande escala na Europa começou na madrugada de 1º de setembro de 1939, quando a Alemanha usou as chamadas táticas de Blitzkrieg e força militar para invadir a Polônia, à qual tanto o Reino Unido quanto a França haviam prometido proteção e garantias de independência. Em 3 de setembro de 1939, a Grã-Bretanha e a França declararam guerra à Alemanha, e outros aliados logo o seguiram. A Força Expedicionária Britânica foi enviada para a França; no entanto, nem as tropas francesas nem britânicas deram qualquer assistência significativa aos poloneses durante toda a invasão, e a fronteira germano-francesa, exceto a Ofensiva de Sarre, permaneceu quase calma. Este período da guerra é comumente conhecido como a Guerra Falsa.
Em 17 de setembro, as forças soviéticas se juntaram à invasão da Polônia, embora permanecendo neutras em relação às potências ocidentais. O governo polonês evacuou o país para a Romênia. A Polônia caiu em cinco semanas, com suas últimas grandes unidades operacionais se rendendo em 6 de outubro após a Batalha de Kock. Com o fim da Campanha polonesa de setembro, Hitler ofereceu paz à Grã-Bretanha e à França com base no reconhecimento do domínio continental europeu alemão. Em 12 de outubro, o Reino Unido recusou formalmente.
Apesar da rápida campanha no leste, ao longo da fronteira franco-alemã, a guerra se estabeleceu em um período tranquilo. Este período relativamente sem confronto e principalmente sem luta entre as grandes potências durou até a Alemanha lançar uma invasão em 10 de maio de 1940.

## Alemanha e a URSS dividem o Norte da Europa
Vários outros países, no entanto, foram arrastados para o conflito neste momento. Depois de 28 de setembro de 1939, o governo soviético apresentou ultimatos aos governos da Estônia, Letônia e Lituânia ameaçando uma invasão militar, obrigando as três pequenas nações a concluir pactos de assistência mútua que davam aos soviéticos o direito de estabelecer bases militares ali. A União Soviética emitiu exigências semelhantes à Finlândia em outubro de 1939, mas estas foram rejeitadas, levando à invasão soviética da Finlândia em 30 de novembro, iniciando a Guerra de Inverno .

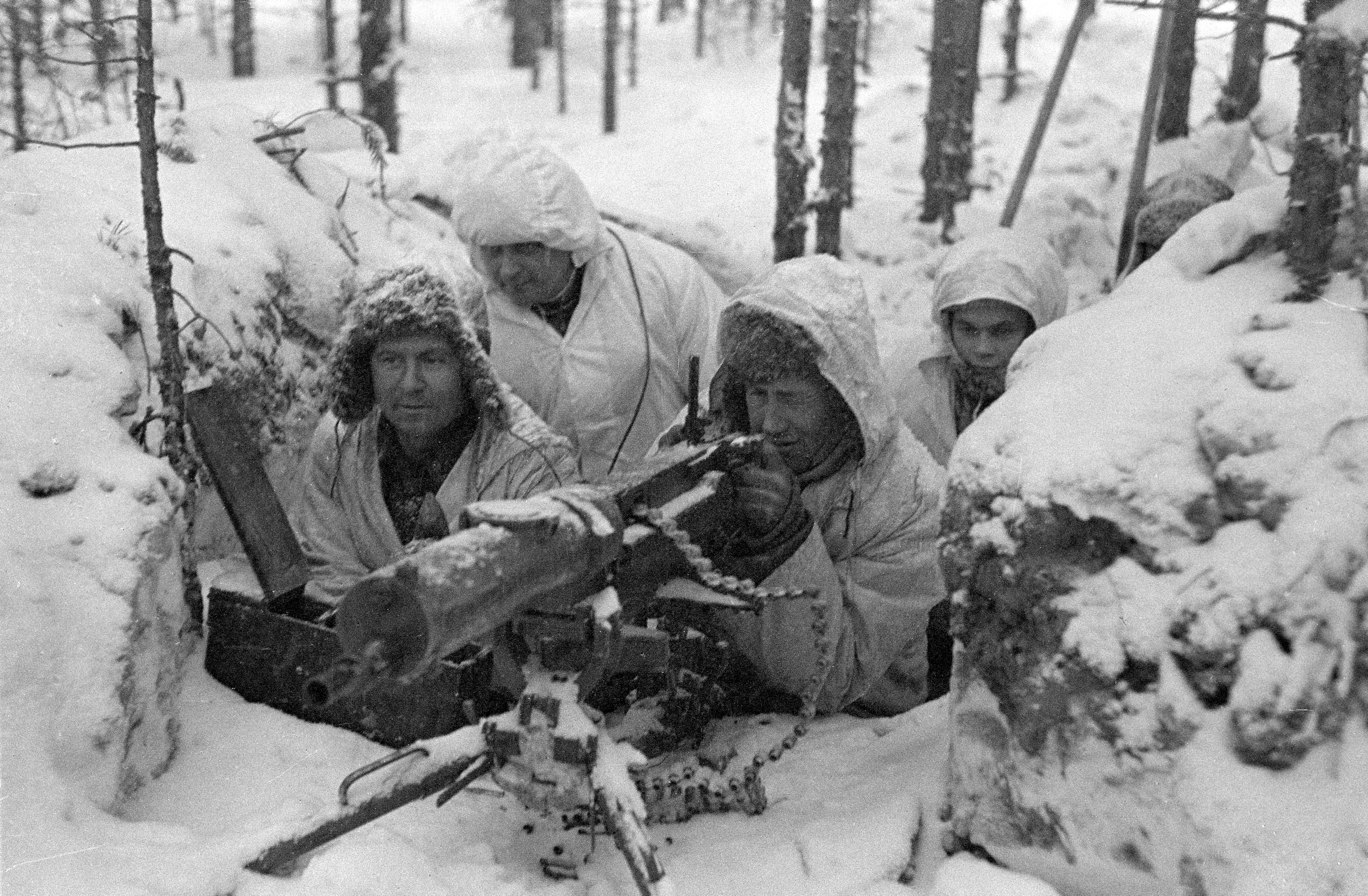
Soldados finlandeses durante a Guerra de Inverno

A União Soviética não cumpriu seu objetivo de anexar a Finlândia.  No Tratado de Paz de Moscou de abril de 1940, a Finlândia cedeu 9% de seu território, incluindo partes da Carélia e Salla . Os finlandeses ficaram amargurados por terem perdido mais terras na paz do que nos campos de batalha e pela percepção da falta de simpatia mundial.
No restante da Escandinávia, a Alemanha invadiu a Dinamarca e a Noruega em abril de 1940 e, em resposta, a Grã-Bretanha ocupou as Ilhas Faroe (um território dinamarquês) e invadiu e ocupou a Islândia (uma nação soberana com o rei da Dinamarca como seu monarca). A Suécia conseguiu manter-se neutra.
As Repúblicas Bálticas foram ocupadas pelo exército soviético em junho de 1940 e formalmente anexadas à União Soviética em agosto de 1940.

## A guerra chega ao Ocidente

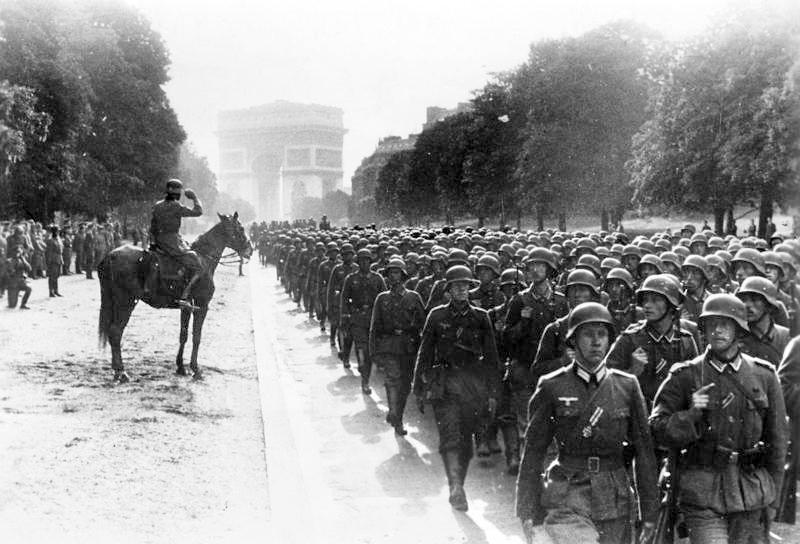
Tropas alemãs em Paris após a Queda da França

Em 10 de maio, a Guerra Falsa terminou com uma ampla invasão alemã dos Países Baixos neutros da Bélgica, Holanda e Luxemburgo, e na França contornando as fortificações francesas da Linha Maginot ao longo da fronteira com a Alemanha. Depois de invadir a Holanda, Bélgica e Luxemburgo, a Alemanha se voltou contra a França, entrando no país pelas Ardenas em 13 de maio - os franceses deixaram esta área menos defendida, acreditando que seu terreno era intransitável para tanques e outros veículos. A maioria das forças aliadas estava em Flandres, antecipando uma repetição do Plano Schlieffen da Primeira Guerra Mundial, e foram isoladas do continente francês. Como resultado disso, bem como das comunicações e táticas alemãs superiores, a Batalha da França durou apenas seis semanas; muito mais curto do que praticamente todo o pensamento dos Aliados antes da guerra poderia ter concebido. Em 10 de junho, a Itália declarou guerra à França e ao Reino Unido, mas não obteve nenhum sucesso significativo nesta campanha. O governo francês fugiu de Paris e logo a França se rendeu em 22 de junho. Para aumentar ainda mais a humilhação do povo francês e do próprio país, Hitler providenciou para que o documento de rendição fosse assinado na Floresta de Compiègne, no mesmo vagão ferroviário onde a rendição alemã havia sido assinada em 1918. A rendição dividiu a França em duas partes principais; a parte norte sob controle alemão e a parte sul sob controle francês, com base em Vichy e conhecida como França de Vichy, um estado de garupa amigo da Alemanha. Muitos soldados franceses, assim como de outros países ocupados, fugiram para a Grã-Bretanha. O General De Gaulle proclamou-se o líder legítimo da França Livre e jurou continuar a lutar. Após a inesperada vitória rápida, Hitler promoveu 12 generais ao posto de marechal de campo durante a Cerimônia de Marechal de Campo de 1940.
Vyacheslav Molotov, o Ministro da Política Externa da URSS, que estava vinculado ao tratado de não agressão soviético-alemão, parabenizou os alemães: "Entregamos as mais cordiais felicitações do governo soviético por ocasião do esplêndido sucesso da Wehrmacht alemã. Os tanques de Guderian irromperam no mar perto de Abbeville, movidos a combustível soviético, as bombas alemãs, que arrasaram Roterdã até o chão, estavam cheias de piroxilina soviética, e as balas, que atingiram os soldados britânicos que se retiravam de Dunquerque, foram lançadas de Liga soviética de cuproníquel ...".  
Mais tarde, em 24 de abril de 1941, a URSS deu pleno reconhecimento diplomático ao governo de Vichy situado na zona não ocupada da França. 
Assim, a queda da França deixou a Grã-Bretanha e a Commonwealth sozinhas. O primeiro-ministro britânico, Neville Chamberlain, renunciou durante a batalha e foi substituído por Winston Churchill. Grande parte do exército britânico escapou da captura do porto de Dunquerque, no norte da França, onde centenas (se não milhares) de minúsculos barcos civis foram usados para transportar tropas das praias para os navios de guerra que os esperavam. Há muito debate sobre se as divisões Panzer alemãs poderiam ter derrotado esses soldados sozinhas se eles tivessem avançado, já que as divisões de tanques estavam sobrecarregadas e exigiriam uma extensa reforma; em qualquer caso, Hitler optou por seguir o conselho do líder das forças aéreas alemãs Hermann Göring e permitir que a Luftwaffe sozinha atacasse as forças aliadas até que a infantaria alemã pudesse avançar, dando aos britânicos uma janela para a evacuação. Mais tarde, muitas das tropas evacuadas formariam uma parte importante e o centro do exército que desembarcou na Normandia no Dia D.
Os britânicos rejeitaram várias tentativas alemãs secretas de negociar a paz. A Alemanha concentrou sua força aérea no norte da França ocupada pelos alemães para preparar o caminho para uma possível invasão, codinome Operação Seelöwe ("Leão Marinho"), considerando que a superioridade aérea era essencial para a invasão. As operações da Luftwaffe contra a Royal Air Force ficaram conhecidas como a Batalha da Grã-Bretanha. Inicialmente, a Luftwaffe concentrou-se em destruir a RAF no solo e no ar. Mais tarde, eles passaram a bombardear grandes e grandes cidades industriais britânicas na Blitz, em uma tentativa de atrair os caças da RAF e derrotá-los completamente. Nenhuma das abordagens teve sucesso em reduzir a RAF ao ponto em que a superioridade aérea pudesse ser obtida, e os planos de invasão foram suspensos em setembro de 1940.
Durante a Blitz, todos os principais locais industriais, catedrais e políticos da Grã-Bretanha foram fortemente bombardeados. Londres sofreu particularmente, sendo bombardeada todas as noites durante vários meses. Outros alvos incluíam Birmingham e Coventry, e cidades estrategicamente importantes, como a base naval de Plymouth e o porto de Kingston upon Hull. Sem forças terrestres em conflito direto na Europa, a guerra aérea atraiu a atenção mundial, mesmo quando as unidades navais lutaram na Batalha do Atlântico e várias incursões de comandos britânicos atingiram alvos na Europa ocupada. Churchill disse sobre o pessoal da RAF que lutou na batalha: "Nunca no campo do conflito humano tantos devem tanto a tão poucos".

## Guerra aérea

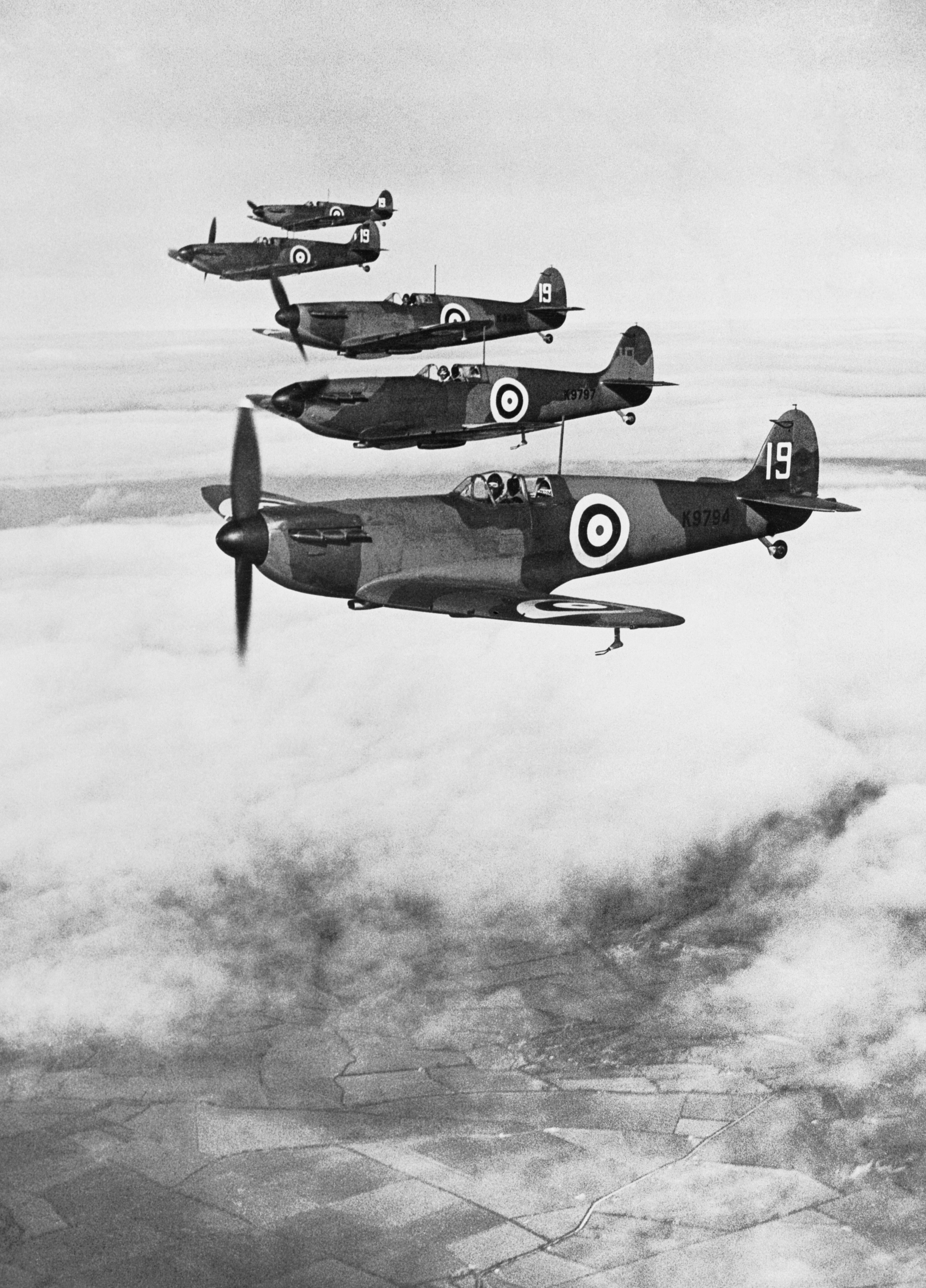
RAF Supermarine Spitfires, usados extensivamente ao lado do Hawker Hurricance durante a Batalha da Grã-Bretanha

A guerra aérea no teatro europeu começou em 1939.
As expectativas pré-guerra de que "o bombardeiro sempre passará" presumiam que ondas de bombardeiros atingindo as cidades inimigas causariam pânico em massa e o rápido colapso do inimigo. Como resultado, a Royal Air Force construiu uma grande força de bombardeiros estratégicos. Em contraste, a doutrina da força aérea alemã nazista era quase totalmente dedicada a apoiar o exército. Portanto, os bombardeiros alemães eram menores do que seus equivalentes britânicos, e a Alemanha nunca desenvolveu um bombardeiro pesado totalmente bem-sucedido equivalente ao Avro Lancaster britânico ou ao Boeing B-17 Flying Fortress americano, com apenas o Heinkel He 177 A de tamanho semelhante colocado em produção e operacionalizado. para tais funções com a Luftwaffe nos últimos anos da guerra.
Os ataques iniciais de bombardeiros alemães contra o Reino Unido foram direcionados aos aeródromos da RAF na Batalha da Grã-Bretanha; de 7 de setembro de 1940 a 10 de maio de 1941, os alvos foram vilas e cidades britânicas em "The Blitz".
Após o abandono de qualquer ideia de invasão do Reino Unido, a maior parte da força da Luftwaffe foi desviada para a guerra contra a União Soviética, deixando as cidades alemãs vulneráveis aos bombardeios aéreos britânicos e posteriormente americanos. A Grã-Bretanha foi usada pelos Estados Unidos e outras forças aliadas como base para iniciar os Desembarques do Dia D em junho de 1944 e a libertação da Europa Ocidental ocupada pelos nazistas. No entanto, os ataques alemães continuaram nas cidades britânicas, embora em uma escala menor e menos destrutiva pelo resto da guerra, e mais tarde a bomba voadora V1 e os mísseis balísticos V-2 foram usados contra a Grã-Bretanha. No entanto, o saldo da tonelagem de bombas lançadas mudou muito a favor da RAF, à medida que o Comando de Bombardeiros da RAF ganhava força.
O bombardeio britânico durante o dia resultou em muitas perdas e poucos resultados; como resultado, os britânicos operavam à noite enquanto construíam sua força estratégica com bombardeiros maiores. Em 1942, o Comando de Bombardeiros podia colocar 1.000 bombardeiros sobre uma cidade alemã.
Durante os ataques iniciais da Operação Barbarossa, a Luftwaffe eliminou a maioria das forças aéreas soviéticas. Os soviéticos só recuperariam sua ala aérea mais tarde na guerra com a ajuda dos Estados Unidos.
A partir de 1942, os esforços do Comando de Bombardeiros foram complementados pela Oitava Força Aérea das Forças Aéreas do Exército dos Estados Unidos, unidades das Forças Aéreas do Exército dos EUA sendo enviadas para a Inglaterra para se juntar ao ataque à Europa continental em 4 de julho de 1942. O Comando de Bombardeiros invadiu à noite e as forças dos EUA durante o dia. A "Operação Gomorra" invade Hamburgo (24 de julho de 1943 - 29 de julho de 1943) causou uma tempestade de fogo que levou à destruição maciça e à perda de vidas.
Em 14 de fevereiro de 1945, um ataque a Dresden produziu um dos incêndios mais devastadores da história. Uma tempestade de fogo foi criada na cidade e entre 18 000 e 25 000 pessoas foram mortas. Apenas o ataque de Hamburgo, o bombardeio de Tóquio de 9 a 10 de março de 1945 e os ataques nucleares a Hiroshima (6 de agosto de 1945) e Nagasaki (9 de agosto de 1945) mataram mais pessoas em um único ataque.

## Mediterrâneo e outros países europeus

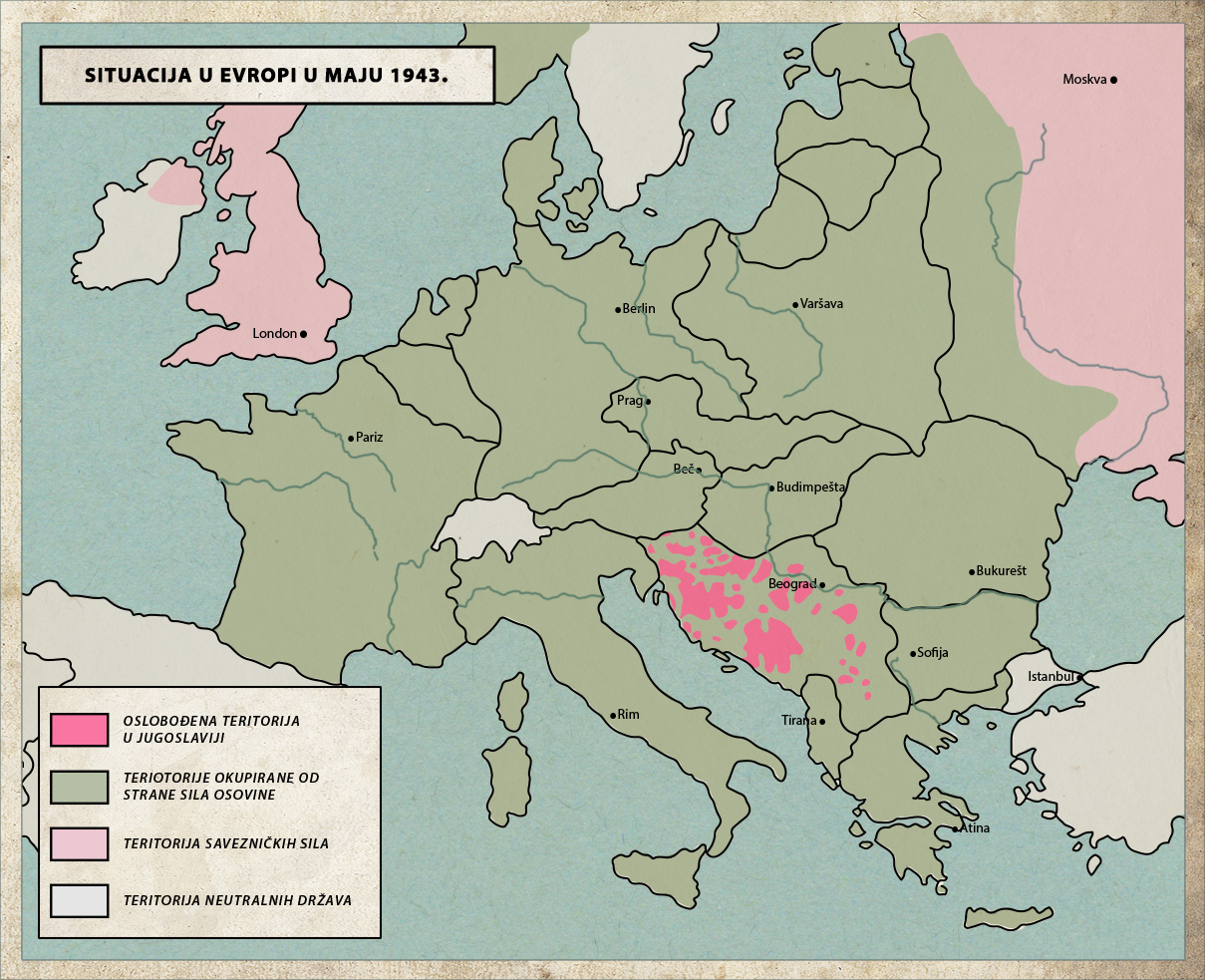
Território libertado pelos guerrilheiros na Iugoslávia, maio de 1943

O teatro do Mediterrâneo e do Oriente Médio foi um importante teatro de operações durante a Segunda Guerra Mundial. O vasto tamanho deste teatro incluiu a luta entre os Aliados e o Eixo na Itália, nos Bálcãs, no sul da Europa, em Malta, no norte da África e no Oriente Médio.
Antes da guerra, a Itália invadiu a Albânia e a anexou oficialmente. O regime de Mussolini declarou guerra à Grã-Bretanha e à França em 10 de junho de 1940 e invadiu a Grécia em 28 de outubro. No entanto, as forças italianas não conseguiram igualar o sucesso nazista no noroeste da Europa; na verdade, não foi até a intervenção alemã que a Grécia foi invadida pelas potências do Eixo. Enquanto a campanha grega estava em andamento, as forças alemãs, apoiadas pelos italianos, húngaros e búlgaros, invadiram simultaneamente a Iugoslávia. Depois que o continente foi conquistado, a Alemanha invadiu Creta no que é conhecido como a Batalha de Creta. Com os Bálcãs seguros, a Alemanha e seus aliados atacaram a União Soviética na maior operação terrestre da história. A campanha dos Bálcãs atrasou esta invasão,  e movimentos de resistência subseqüentes na Albânia, Iugoslávia e Grécia amarraram valiosas forças do Eixo. Isso forneceu um alívio muito necessário e possivelmente decisivo para os soviéticos. 
Os combates no sul da Europa não recomeçaram até que as forças do Eixo fossem derrotadas no norte da África. Após a derrota do Eixo na África, as forças aliadas invadiram a Itália e durante uma campanha prolongada abriram caminho para o norte através da Itália. A invasão da Itália resultou na mudança de lado da nação para os Aliados e na expulsão de Mussolini. Mas, apesar desse golpe, os fascistas e as forças de ocupação alemãs mantiveram a posse da metade norte da Itália. Na parte norte da Itália, os ocupantes alemães instalaram Mussolini como chefe do novo governo republicano fascista, a República Social Italiana ou RSI, para mostrar que as forças do Eixo ainda estavam no poder ali e uma força a ser combatida. Mas Mussolini e seus fascistas eram agora governantes fantoches sob seus patronos alemães.
No lado oposto do Mar Adriático, o Exército de Libertação Nacional Aliado (e principalmente pró-soviético) da Iugoslávia, que obteve alguns suprimentos e assistência dos Aliados ocidentais, lutou contra as potências do Eixo. No final de 1944, juntou-se ao avanço do Exército Soviético e começou a expulsar as forças alemãs remanescentes dos Bálcãs.
Em abril de 1945, as forças alemãs estavam recuando em todas as frentes no norte da Itália e ocuparam a Iugoslávia, após ataques contínuos dos Aliados. A campanha e os combates no teatro do Mediterrâneo e do Oriente Médio terminaram em 29 de abril. Em 2 de maio, na Itália, o marechal de campo Heinrich von Vietinghoff, comandante-chefe de todas as forças alemãs no país, rendeu-se ao marechal de campo Harold Alexander, comandante supremo de todas as forças aliadas na área do Mediterrâneo. No entanto, numa antevisão da Guerra Fria os combates continuaram na Grécia onde eclodiu uma guerra civil e durou até ao final de 1949 quando as tropas do governo grego, auxiliadas pelos EUA e Grã-Bretanha, derrotaram a guerrilha comunista apoiada pelo Marechal Tito e URSS.

## Frente Oriental

### Retirada Soviética Inicial

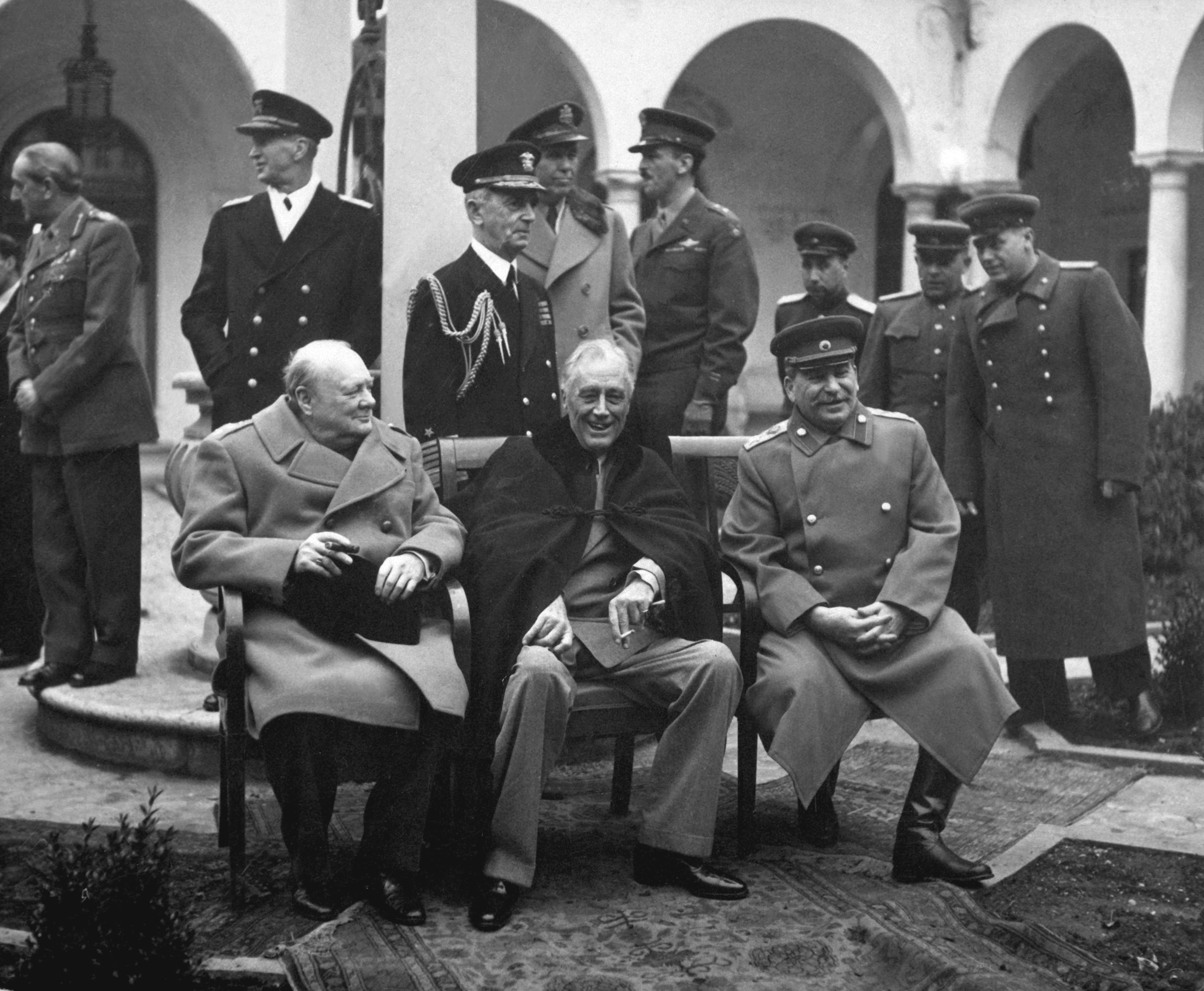
Os "Três Grandes" líderes aliados na Conferência de Ialta de 1945. Da esquerda para a direita: Winston Churchill (Reino Unido), Franklin D. Roosevelt (EUA) e Joseph Stalin (URSS)

Em 22 de junho de 1941, a Alemanha lançou a invasão da União Soviética, codinome Operação Barbarossa. Essa invasão, a maior já registrada na história, deu início ao conflito mais sangrento da história mundial; a Guerra Eixo-Soviética, também conhecida como Frente Oriental. É geralmente aceito como sendo o conflito mais letal da história da humanidade, com mais de 30 milhões de mortos como resultado. Envolveu mais combate terrestre do que todos os outros teatros da Segunda Guerra Mundial juntos.
Na mesma noite da invasão, as tropas soviéticas receberam uma diretiva assinada pelo marechal Timoshenko e pelo general do exército Georgi Zhukov que ordenava: "não responda a nenhuma provocação" e "não empreenda nenhuma ação sem ordens específicas". As primeiras semanas da invasão foram devastadoras para o exército soviético. Enormes números de soldados soviéticos foram cercados em bolsões e caíram nas mãos dos alemães nazistas. Além das tropas alemãs, também estiveram envolvidas na campanha tropas italianas, húngaras, romenas e finlandesas. A Finlândia inicialmente declarou neutralidade; no entanto, com tropas alemãs e soviéticas em seu solo, a Finlândia estava preparada para unir forças com a Alemanha quando a União Soviética atacou a Finlândia em 25 de junho. O seguinte conflito de 1941 a 1944 é algumas vezes referido como a Guerra de Continuação, como na continuação da Guerra de Inverno. A Espanha, sob o ditador fascista Francisco Franco, imediatamente ofereceu assistência militar ao esforço do Eixo enviando voluntários conhecidos como a Divisão Azul para a frente oriental.
A Operação Barbarossa sofria de várias falhas fundamentais. O mais grave deles foi a situação logística do ataque. A vastidão das distâncias na União Soviética significava que a Alemanha só poderia avançar até certo ponto antes de ultrapassar suas cadeias de abastecimento. No momento em que o ataque alemão parou diante da cidade de Moscou em 5 de dezembro de 1941, ele literalmente não poderia ir mais longe. Simplesmente não havia suprimentos suficientes chegando à frente para conduzir operações defensivas adequadas, muito menos um ataque adequado. Um erro crucial por parte da Alemanha foi que o cronograma para Barbarossa foi planejado com a suposição de que os soviéticos entrariam em colapso antes do início do inverno.
Durante sua longa retirada, os soviéticos empregaram uma política de terra arrasada. Eles queimaram plantações e destruíram serviços públicos ao se retirarem antes do avanço da Alemanha, o que contribuiu para os problemas logísticos que a Alemanha experimentou. Mais importante para eles, os soviéticos também conseguiram uma remoção maciça e sem precedentes de seus recursos industriais da zona de guerra ameaçada para áreas protegidas mais a leste.
A extensão da campanha além do que a Alemanha esperava significou que o exército alemão sofreu centenas de milhares de baixas em condições de inverno e de contra-ataques de unidades soviéticas.
Mesmo com o avanço interrompido devido à falta de suprimentos e ao início do inverno, a Alemanha conquistou uma vasta quantidade de território, incluindo dois quintos da economia soviética. Desalojá-los provou ser difícil e acabou custando caro à União Soviética.
Alguns meses após o início da invasão, as tropas alemãs chegaram aos acessos ao sul de Leningrado e sitiaram a cidade (conhecida como o Cerco de Leningrado), que também foi bloqueada pelo norte pelas forças finlandesas. Mannerheim da Finlândia parou no rio Svir e se absteve de atacar a cidade. Hitler havia ordenado que a cidade de Leningrado deveria "desaparecer da superfície da terra", com toda a sua população exterminada. Em vez de invadir a cidade, a Wehrmacht recebeu ordens de bloquear Leningrado para matar a cidade de fome, enquanto a atacava com bombardeiros e artilharia. Cerca de um milhão de civis morreram no cerco de Leningrado - 800 000 de fome. O cerco durou 872 dias. A única via terrestre para a cidade era possível durante o inverno, através do congelado Lago Ladoga, entre as linhas alemã e finlandesa.

### Campanha de verão de 1942 e Stalingrado

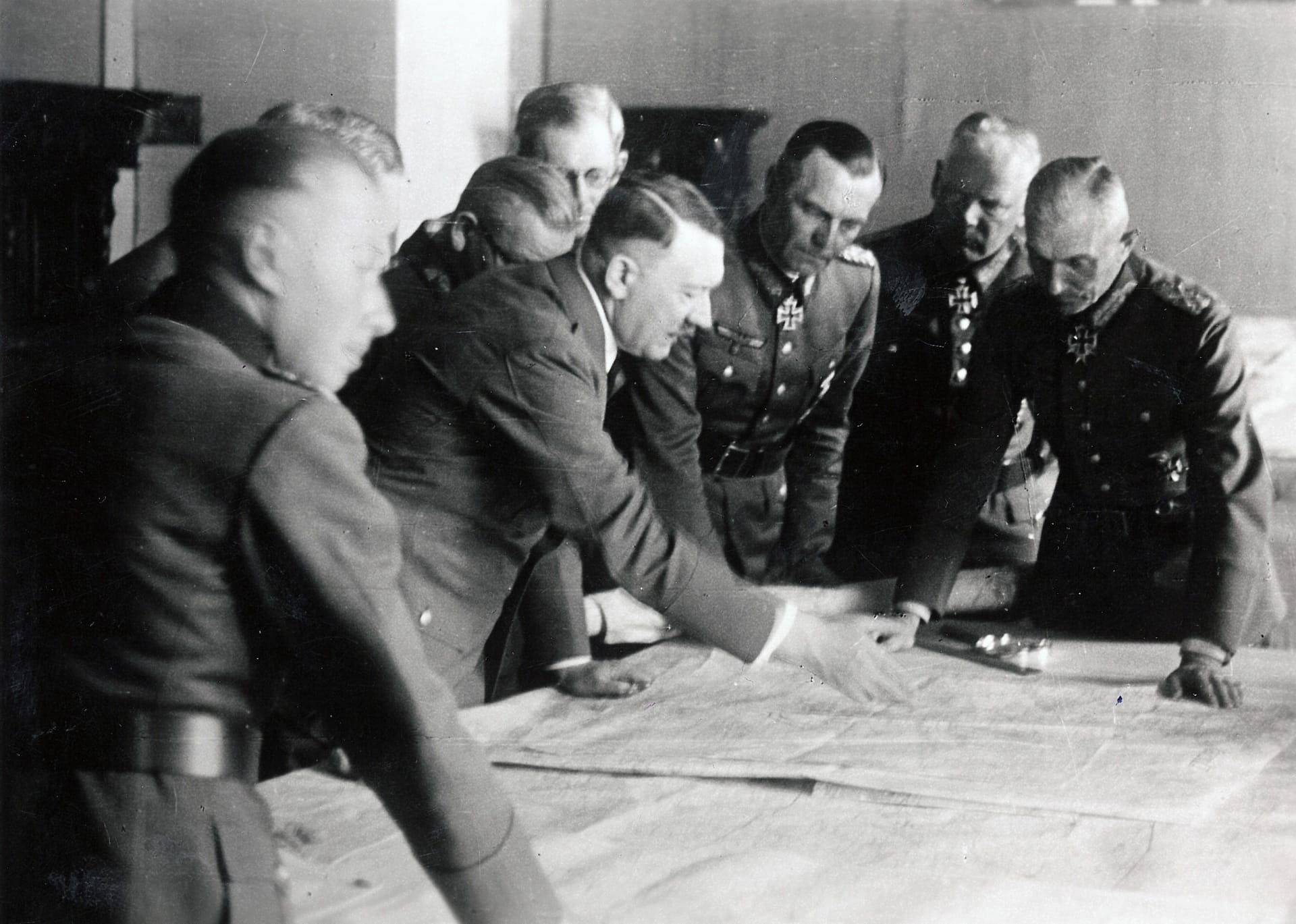
Adolf Hitler com os generais Friedrich Paulus, Adolf Heusinger e Fedor von Bock em Poltawa, Ucrânia ocupada pelos alemães, junho de 1942

Depois de suportar o inverno russo de 1941-1942, o exército alemão se preparou para novas operações ofensivas. Um dos maiores problemas enfrentados pela máquina de guerra nazista na Segunda Guerra Mundial foi a escassez de petróleo. Por esta razão,  A Alemanha decidiu desistir de capturar Moscou por enquanto, e a ofensiva de verão de 1942 decidiu se concentrar na guerra no sul da URSS, tendo como alvo os campos de petróleo do Cáucaso. Enquanto isso, os soviéticos tinham seus próprios planos.
O início da campanha soviética se transformou em um desastre estratégico quando seu flanco sul foi quase destruído. As unidades soviéticas sobreviventes foram empurradas centenas de quilômetros para o leste e o avanço da Wehrmacht foi quase incontestado. Mas em um grande erro, Hitler dividiu o Grupo de Exércitos Sul em dois subgrupos, o Grupo de Exércitos A que atacaria o Cáucaso e o Grupo de Exércitos B que avançaria em direção à cidade de Stalingrado (atual Volgogrado).
A indecisão de Hitler, a dissidência entre os oficiais alemães nazistas de alto escalão e as linhas de abastecimento excessivamente estendidas contribuíram para a eventual derrota e retirada das forças armadas do Eixo na prolongada batalha nas ruas de Stalingrado. A Alemanha ocupou mais de 90% da cidade, mas em uma tentativa de derrotar os defensores soviéticos restantes, quase todos os soldados alemães na área foram canalizados para as ruínas da cidade. Meses de amargo combate corpo a corpo nas ruínas da cidade esgotaram as forças alemãs, deixando apenas forças romenas e húngaras para proteger os flancos do grupo de exército de Stalingrado.  Na Operação Urano, os soviéticos derrotaram essas forças do Eixo enquanto realizavam uma operação de cerco maciço. As tropas do Eixo que permaneceram na cidade ficaram presas - sem suas linhas de abastecimento e famintas, em meio a um inverno rigoroso - receberam ordens de Hitler para lutar até o último homem.
Com fome de comida, combustível, munições e roupas, o bolso foi gradualmente reduzido, com a última parcela se rendendo em 2 de fevereiro de 1943. Em uma tentativa cínica de impedir a rendição, Hitler promoveu Friedrich Paulus, comandante do 6º Exército a Marechal de Campo porque nenhum alemão daquele posto havia se rendido antes. Pesadas perdas afetaram ambos os lados na Batalha de Stalingrado, uma das batalhas mais caras da história. Cerca de 1,5 milhão de pessoas morreram nesta batalha, incluindo 100 000 civis na cidade.

### Batalhas depois de Stalingrado
Depois de Stalingrado, a iniciativa havia passado da Alemanha, mas ainda não havia sido tomada pelos soviéticos. Um contra-ataque desesperado na primavera de 1943 pelas forças do marechal de campo Erich von Manstein interrompeu temporariamente o avanço soviético. A Batalha de Kursk foi a última grande ofensiva do exército alemão na frente oriental. Os soviéticos tinham inteligência do que estava por vir e prepararam defesas maciças em grande profundidade no saliente de Kursk. Eles pararam os ataques blindados alemães após uma penetração máxima de pouco mais de 30 milhas (48 km). Depois de Kursk, o Exército Vermelho levou a melhor e geralmente ficou na ofensiva pelo resto da guerra. A grande escala da União Soviética permitiu superar altas perdas de mão de obra e equipamentos. O sucesso soviético levou a uma iniciativa aliada mais bem-sucedida na Frente Ocidental da Europa, porque a Alemanha nazista estava atolada em uma custosa guerra defensiva no leste, defendendo seu território ocupado cada vez menor.

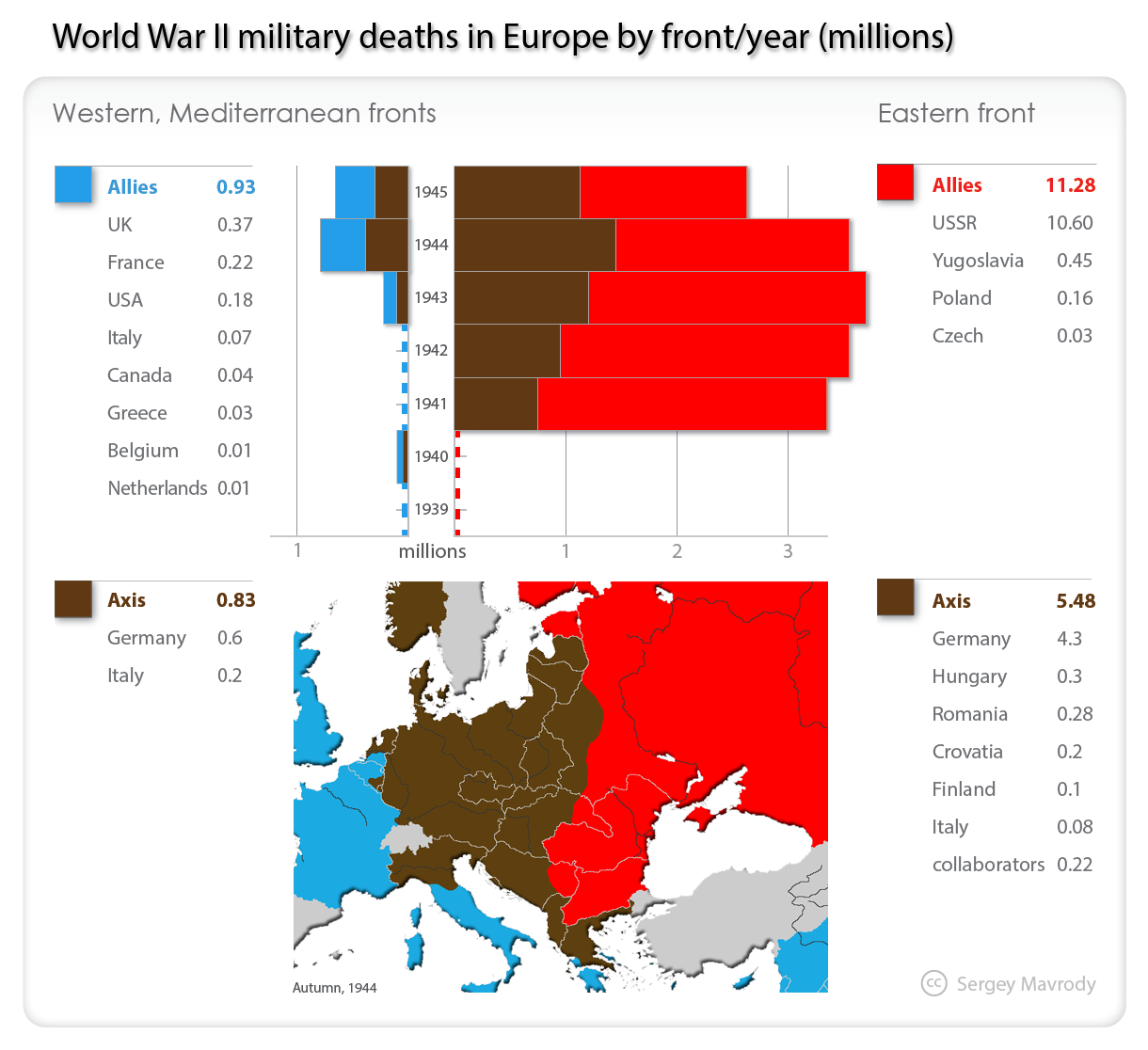
Mortes militares da Segunda Guerra Mundial na Europa e situação militar no outono de 1944

Empurrando o inimigo para fora do território soviético em junho de 1944, conduzindo a Operação Bagration em larga escala, o Exército Soviético procedeu ao desmantelamento das potências do Eixo Oriental – Romênia, Bulgária e Hungria – para libertar outros países vizinhos do Exército Alemão e para impor governos liderados pelos comunistas nas nações "libertadas". Algumas dessas nações se juntaram aos Aliados e forneceram tropas para combater a Alemanha nazista, que era efetivamente a única potência remanescente do Eixo na Europa até o final de 1944. A Finlândia manteve sua independência pela segunda vez, mas rompeu com o Eixo, à custa de ter que lutar contra seu antigo aliado e ceder mais território à URSS.
Em fevereiro de 1945, os soviéticos levaram a guerra ao coração da Alemanha, terminando finalmente com a captura de Berlim pelo Exército Vermelho. O fim da guerra na Europa deixou a União Soviética no controle de grandes áreas da Europa Central e do Sudeste, além de suas conquistas de 1941 na Europa Oriental.

### Efeitos da Frente Oriental
Mais cidadãos soviéticos morreram durante a Segunda Guerra Mundial do que os de todos os outros países europeus juntos. A ideologia nazista considerava os eslavos como "subumanos" e as forças alemãs cometeram assassinatos em massa com alvos étnicos. Civis foram presos e queimados vivos ou baleados em esquadrões em muitas cidades conquistadas pelos nazistas. Pelo menos 27 milhões de civis e militares morreram durante a guerra.
8 milhões de soldados do Exército Vermelho morreram enfrentando os alemães e seus aliados na Frente Oriental. As próprias forças do Eixo perderam mais de 6 milhões de soldados, seja em combate ou por ferimentos, doenças, fome ou exposição; muitos outros foram capturados como prisioneiros de guerra, cerca de 10% deles morreram na retaguarda.
Os suprimentos Lend-Lease do Reino Unido e dos Estados Unidos tiveram um impacto muito importante nas forças militares soviéticas. Comboios de suprimentos navegavam para portos soviéticos que eram patrulhados por submarinos nazistas. As atividades aliadas antes do Dia D podem ter amarrado apenas algumas divisões em combates reais, mas muitas mais foram forçadas a proteger costas solitárias contra ataques que nunca aconteceram ou a equipar armas antiaéreas em toda a Europa controlada pelos nazistas.

## Invasão aliada da França ocupada

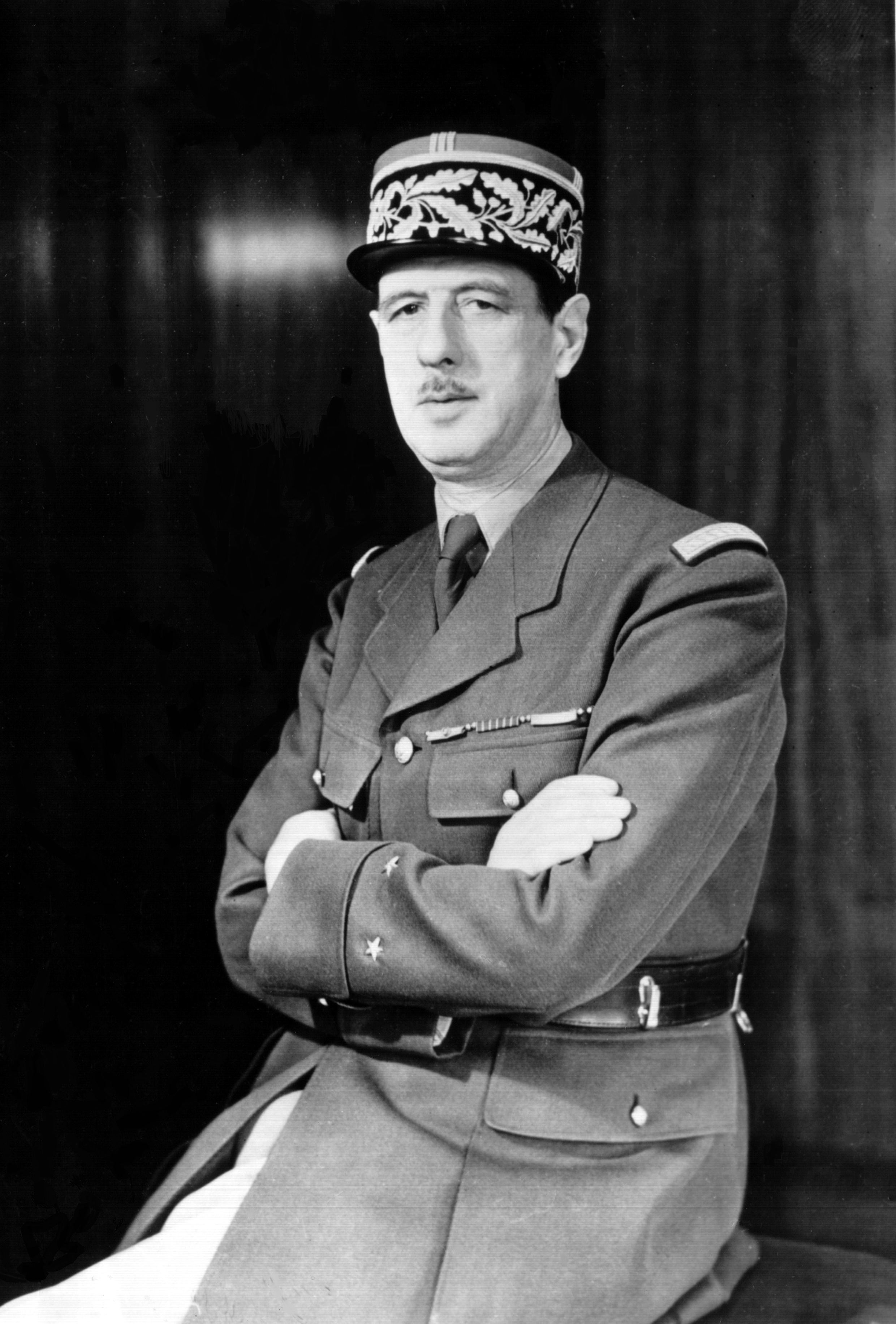
General Charles de Gaulle, líder da França Livre em oposição ao regime de Vichy de Pétain

Simultaneamente com a queda de Roma, veio a tão esperada invasão da França. A Operação Overlord colocou mais de 180 000 soldados em terra na Normandia em 6 de junho de 1944, criando uma cabeça de praia que acabaria resultando em mais de 3 milhões de soldados aliados na frente ocidental da Alemanha. Seguiu-se uma longa campanha de trituração de seis semanas, à medida que as forças americanas, britânicas e canadenses foram lentamente construídas na cabeça de ponte e as forças alemãs lentamente desgastadas. Quando a fuga finalmente aconteceu, foi espetacular, com as tropas aliadas capturando rapidamente quase toda a Normandia em poucos dias. Muitas forças alemãs que lutavam na Normandia ficaram presas na Bolsa de Falaise.
O bombardeio incessante da infraestrutura e das cidades da Alemanha causou tremendas baixas e transtornos. Internamente, Hitler sobreviveu a uma série de tentativas de assassinato internas nazistas. O mais grave foi o complô de 20 de julho de 1944. Orquestrada por Claus von Stauffenberg e envolvendo, entre outros, Erwin Rommel e Alfred Delp, a trama pretendia colocar uma bomba-relógio em posição de matar Hitler, mas uma série de fatores não programados e falhas de operação levaram ao seu fracasso. Adolf Hitler ficou apenas levemente ferido.
A Operação Overlord foi complementada por uma invasão do sul da França em 15 de agosto de 1944, codinome Operação Dragão. Em setembro de 1944, três Grupos de Exércitos Aliados estavam alinhados contra as formações alemãs no oeste. Havia otimismo de que a guerra na Europa poderia acabar no final de 1944.
Foi feita uma tentativa de forçar a situação com a Operação Market Garden (17 de setembro de 1944 - 25 de setembro de 1944). Os Aliados tentaram capturar pontes com um ataque aéreo, para abrir caminho para a Alemanha e libertar o norte da Holanda. Como estavam presentes forças alemãs mais pesadas do que a inteligência havia previsto, a 1ª Divisão Aerotransportada britânica foi quase completamente destruída e a operação falhou.
O clima de 1944 combinado com uma situação ruim para os Aliados levou a uma situação estagnada na frente ocidental. Os americanos continuaram a atacar os defensores na Batalha da Floresta de Hurtgen (19 de setembro de 1944 - 10 de fevereiro de 1945). Enquanto a Alemanha permaneceu na defesa, os Aliados tiveram dificuldade em avançar rapidamente.
Isso mudou quando a Alemanha montou uma grande contra-ofensiva em 16 de dezembro de 1944. A ofensiva das Ardenas, também chamada de Batalha do Bulge, recuou e cercou algumas pequenas unidades americanas. As forças aliadas acabaram tendo sucesso em repelir a Alemanha, no que acabou sendo seu último grande avanço na guerra. A batalha terminou oficialmente em 27 de janeiro de 1945.
O obstáculo final para os Aliados era o Reno. Foi cruzado em março de 1945, e o caminho estava aberto para o centro da Alemanha. As últimas grandes forças alemãs no oeste foram cercadas e encurraladas no Ruhr.

## Fim da guerra na Europa

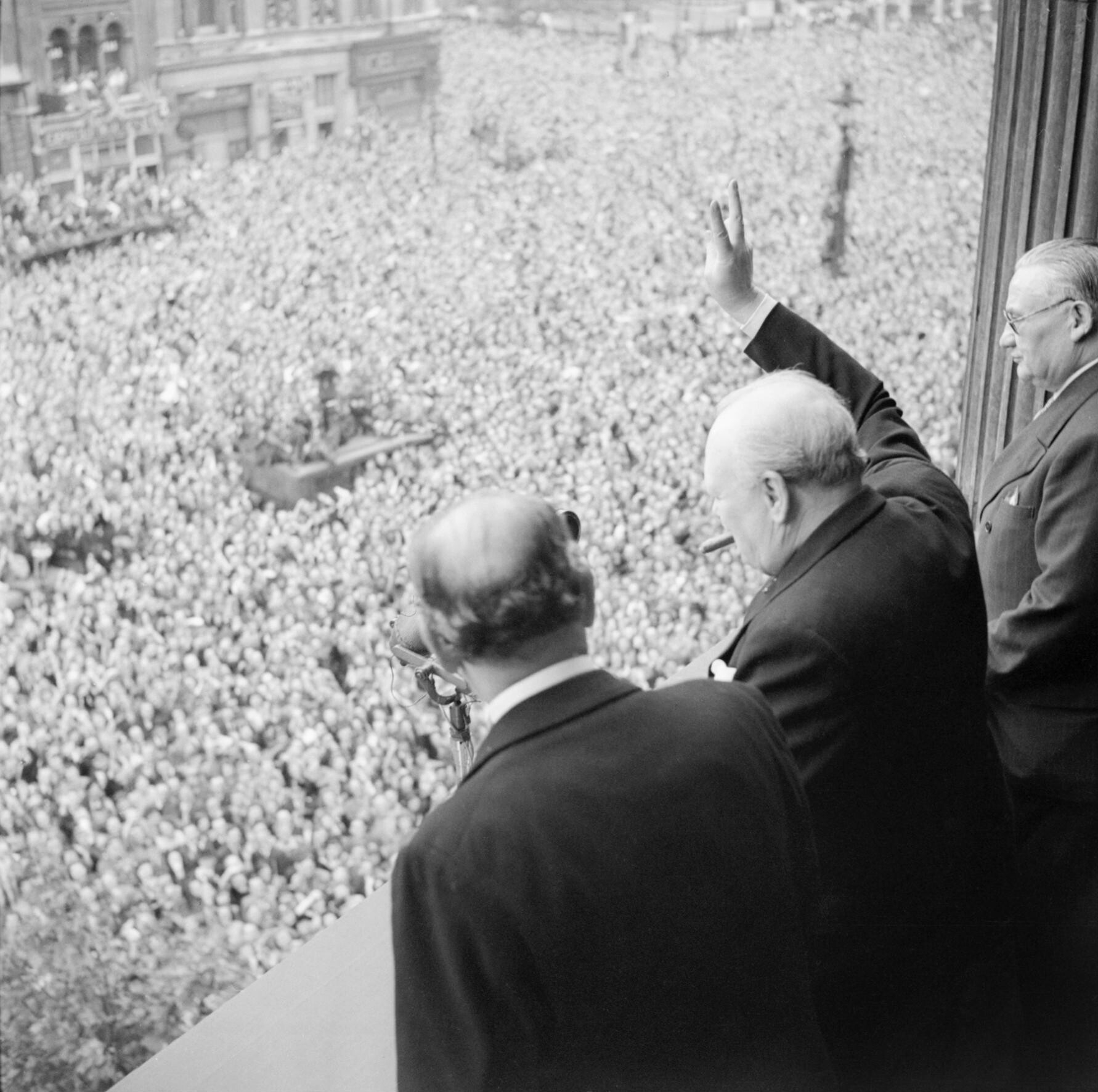
Winston Churchill acena para a multidão em Londres no Dia da Vitória na Europa.

Em 27 de abril de 1945, quando as forças aliadas se aproximaram de Milão, Mussolini foi capturado por guerrilheiros italianos. Ele estava tentando fugir da Itália para a Suíça e viajava com um batalhão antiaéreo alemão. Em 28 de abril, Mussolini e vários dos outros fascistas capturados com ele foram levados para Dongo e executados por um pelotão de fuzilamento. Os corpos foram então levados para Milão e pendurados sem cerimônia em frente a um posto de gasolina.
Hitler, sabendo da morte de Mussolini, percebeu que o fim finalmente havia chegado. Ele permaneceu em Berlim, a decadente capital nazista, mesmo quando a cidade foi cercada e encurralada pelos soviéticos e a Batalha de Berlim se enfureceu. Em 30 de abril, Adolf Hitler, com sua esposa Eva Braun, suicidaram-se em seu bunker para evitar a captura pelas tropas soviéticas. Em sua última vontade e testamento, Hitler nomeou o Grande Almirante Karl Dönitz como o novo líder alemão. Mas a Alemanha durou apenas 7 dias sob o "Governo Flensburg" de Dönitz. Ele se rendeu incondicionalmente aos Aliados em 8 de maio de 1945, mas as forças alemãs continuaram a lutar em outros lugares em territórios ainda ocupados pela Alemanha até 11 de maio de 1945.
Em 5 de junho de 1945, os Aliados assinaram a Declaração de Berlim, que assumiu formalmente a autoridade suprema da Alemanha e declarou a rendição incondicional da Alemanha, trazendo o fim da Alemanha Nazista. 

### Trabalhos citados
- Clodfelter, Micheal (2017). «The Toll of World War II». Warfare and Armed Conflicts: A Statistical Encyclopedia of Casualty and Other Figures, 1492–2015 Fourth ed. Jefferson, North Carolina: McFarland & Company. ISBN 978-0-7864-7470-7
- Ellis, John (1993). The World War II Databook: The Essential Facts and Figures for all the combatants. [S.l.]: BCA. ISBN 978-1-85410-254-6
- Frumkin, Gregory (1951). Population Changes in Europe Since 1939. Geneva: [s.n.]
- Glantz, David M.; House, Jonathan M. (2015). When Titans Clashed: How the Red Army Stopped Hitler. Col: Modern War Studies Second ed. [S.l.]: University Press of Kansas. ISBN 978-0-7006-2121-7
- Keegan, John (1989). The Second World War. [S.l.]: Hutchinson. ISBN 0-09-174011-8
- Krivosheev, G. I. (1997). Soviet Casualties and Combat Losses. [S.l.]: Greenhill. ISBN 1-85367-280-7
- Krivosheev, G. I. (2001). Rossiia i SSSR v voinakh XX veka: Poteri vooruzhennykh sil; statisticheskoe issledovanie. (em russo). [S.l.]: OLMA Press. ISBN 5-224-01515-4
- MacDonald, C. (2005). The Last Offensive: The European Theater of Operations. [S.l.]: University Press of the Pacific
- Office of the Adjutant General, U.S. Army (25 Jun 1953). U.S. Army Battle Casualties and Non-battle Deaths in World War II: Final Report (Relatório). CSCAP (OT) 87  – via HyperWar Foundation
- Overy, Richard (1995). Why the Allies Won. [S.l.]: Pimlico. ISBN 0-7126-7453-5